# Tláhuac
Tláhuac là một đô thị thuộc bang Distrito Federal, México. Năm 2005, dân số của đô thị này là 344106 người.